# Отверзение уст

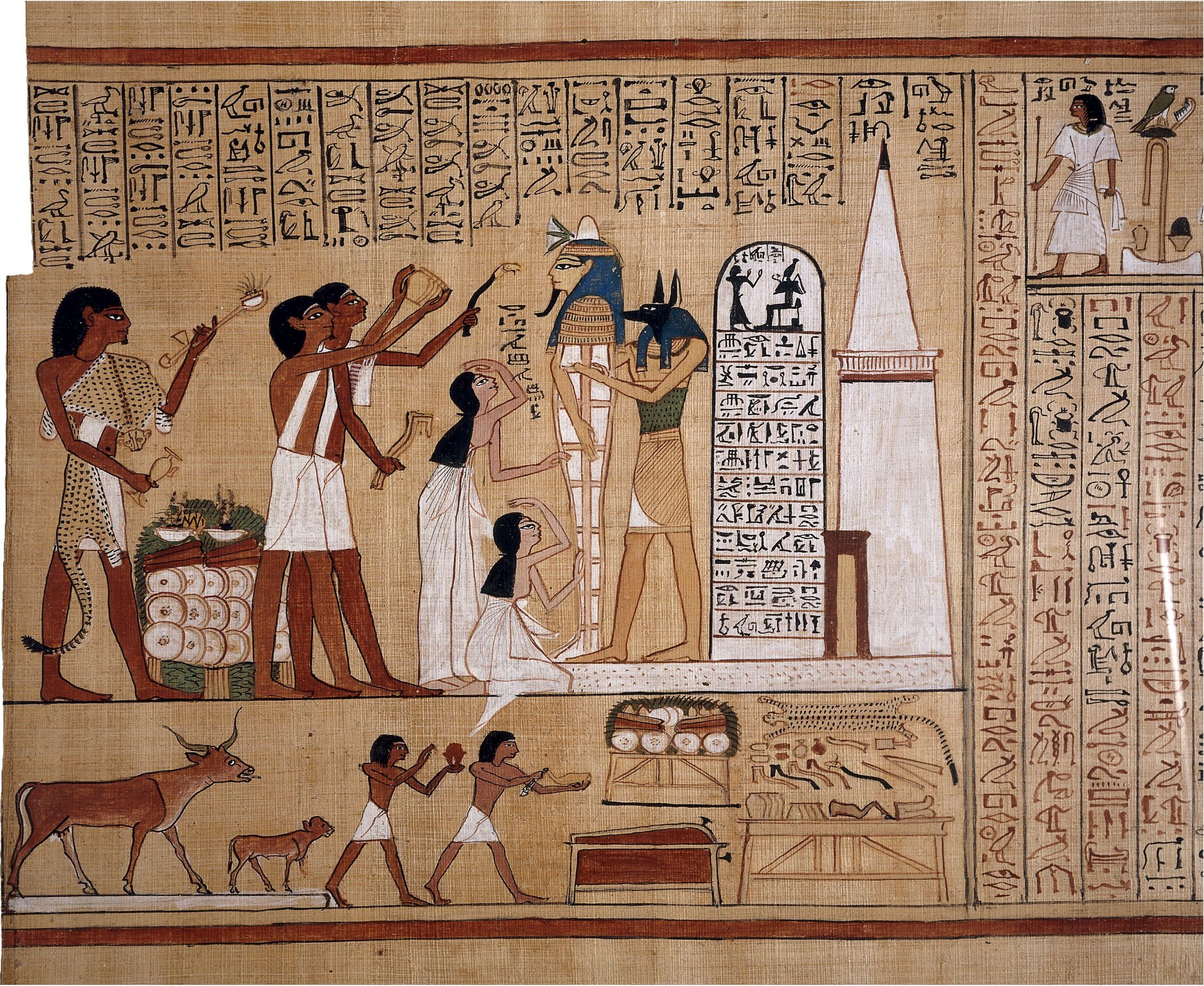
Анубис со своими жрецами проводит ритуал «Отверзение уст»

Отверзение уст — один из основных элементов большинства ритуалов египетской религии, впервые описанный в Текстах пирамид.

## Погребальная магия

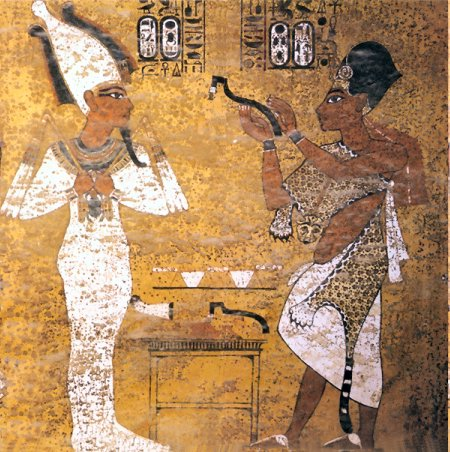
Фараон Эйе проводит ритуал «Отверзение уст» своему умершему предшественнику Тутанхамону

Этот ритуал заключался в мистическом открывании рта мумии, для того чтобы она могла дышать и говорить. Ритуал впервые появился в период Древнего Царства и просуществовал вплоть до завоевания Египта Римской империей. Для отверзения уст sem-жрец использовал специальные инструменты, такие как ритуальное тесло, курильница в форме руки, железный или кремнёвый нож песеш-кеф (им жрец прикасался к лицу мумии), лезвие в форме змеиной головы, ритуальная палочка в форме головы овна и ряд других инструментов. Ногами телёнка поддерживали нарисованный на саркофаге рот мумии.
Древние египтяне считали, что душа (Ка) человека нуждается в еде и воде, для того чтобы выжить в загробном мире. Поэтому ритуал отверзения уст направлен на то, чтобы умерший мог свободно есть и пить в загробной жизни.
Церемония включает в себя 75 эпизодов, наиболее полная версия которой состоит из следующих этапов:
- Эпизод 1-9 Предварительные обряды
- Эпизод 10-22 Оживление статуи
- Эпизод 23-42 Подношения, связанные с Верхним Египтом
- Эпизод 43-46 Подношения, связанные с Нижним Египтом
- Эпизод 47-71 Погребальная пища
- Эпизод 72-75 Завершение ритуала

Книга мёртвых также содержит специальные заклинания, необходимые умершему в этом процессе:
Мой рот открыт Птахом,
Мой связанный рот освободил мой бог.
Тот пришёл и полностью обеспечил заклинаниями,
Он освободил меня от Сета, связавшего мои уста,
Атум дал мне руки,
Они как мои защитники.
Мои уста, данные мне,
Мои уста открыты Птахом,
Металлическим резцом
Которым он отворил уста богов.
Я Сехмет-Ваджет, живущий в западных небесах,
Я Сохит среди вознёсшихся душ.

## Связь с псалмом 50(51)
Бенджамин Уррутия отметил общие черты между ритуалом отверзения уст и псалмом 50 (51). Эти данные описаны в «Публикациях еврейского университета Иерусалима», 28 том, страницы 222—223, 1982 год. Ниже представлены несколько общих строк из этих публикаций:
- Упоминания о ритуальном омовении со специальными травами (греч. Псалмы 50.4, 9; англ. 51.2, 7).
- Восстановление сломанных костей (греч. Псалмы 50.10; англ. 51.8).
- «О повелитель, открывающий мои губы» (греч. Псалмы 50.17; англ. 51.15).
- Жертвы (греч. Псалмы 50.18, 19, 21; англ. 51.16, 17, 19).